# Galgebakke
Galgebakke, Galgehøj eller Galgebjerg er navnet på steder, hvor der tidligere stod en galge til henrettelse af folk, der var dømt for de til denne strafs udmålelse fornødne ugerninger. Galgebakken lå ofte inden for synsvidde af tingstedet.

## Stednavne
Nedenfor findes en oversigt over sådanne nyttige steders beliggenhed overleverede i stednavne (administrativ inddeling inden 1970):

### Galgebakke
- Aarhus
- Hammer Sogn, Hammer Herred, Præstø Amt
- Hassing Sogn, Hassing Herred, Thisted Amt
- Helnæs Sogn, Båg Herred, Odense Amt
- Hillerslev Sogn, Sallinge Herred, Svendborg Amt
- Krogstrup Sogn, Horns Herred, Frederiksborg Amt
- Svendborg
- Ugledige, Vordingborg Amt
- Store Magleby Sogn, Sokkelund Herred, Københavns Amt.

### Galgebakken
- Ebeltoft
- Slots Bjergby Sogn, Slagelse Herred, Sorø Amt
- Saltum, Jammerbugt Kommune

### Galgehøj
- Dronninglund Sogn, Dronninglund Herred, Hjørring Amt
- Fly Sogn, Fjends Herred, Viborg Amt
- Gelsted Sogn, Vends Herred, Odense Amt
- Rise Sogn, Ærø Herred, Svendborg Amt
- Særslev Sogn, Skippinge Herred, Holbæk Amt
- Tybjerg Sogn, Tybjerg Herred, Præstø Amt
- Ulfborg Sogn, Ulfborg Herred, Ringkøbing Amt
- Vorde Sogn, Nørlyng Herred, Viborg Amt

### Galgehøje
- Aasted Sogn, Harre Herred, Viborg Amt
- Brønshøj Sogn, Sokkelund Herred, Københavns Amt
- Hillerslev Sogn, Hillerslev Herred, Thisted Amt
- Hørby Sogn, Dronninglund Herred, Hjørring Amt
- Kastbjerg Sogn, Gjerlev Herred, Randers Amt

### Galgebjerg
- Hemmet Sogn, Nørre Horne Herred, Ringkøbing Amt
- Sønder Vium Sogn, Nørre Horne Herred, Ringkøbing Amt

### Galbjerg
- Galbjerg (Slesvig) (også Gallebjerg), Slesvig by, Sydslesvig

- Galgebakken i Ribe Plantage